# Gary Trevisiol
Gary Trevisiol (* 15. November 1959 in Greater Sudbury) ist ein ehemaliger kanadischer Radrennfahrer.

## Sportliche Laufbahn
Trevisiol war Teilnehmer der Olympischen Sommerspiele 1984 in Los Angeles. Dort startete er im Bahnradsport. Im Punktefahren belegte er den 18. Rang. In der Einerverfolgung wurde er auf dem 17. Rang klassiert. 1979 wurde er bei den Bahnradsport-Weltmeisterschaften 6. im Punktefahren.